# Berl Senofsky
Berl Senofsky (* 19. April 1926 in Philadelphia; † 21. Juni 2002 in Baltimore) war ein US-amerikanischer klassischer Geiger und Geigenlehrer.

## Leben und Wirken
Senofsky wurde 1926 in Philadelphia geboren. Seine Eltern waren Geiger und waren aus der Sowjetunion in die USA umgesiedelt. Im Alter von drei Jahren begann Senofsky Geige zu spielen. Er wurde von seinem Vater unterrichtet. Sein Talent wurde früh entdeckt. Mit sechs Jahren gewann er ein Stipendium für ein Studium bei Louis Persinger. Als Zwölfjähriger erhielt er ein Stipendium, um bei Ivan Galamian an der Juilliard School zu studieren. Hieraus ergab sich eine zwölfjährige Partnerschaft.
Senofsky diente im Zweiten Weltkrieg beim Militär. Nach dem Krieg debütierte er in New York City und gewann 1946 den William Naumburg Competition. Kurz darauf trat er mit dem Cleveland Orchestra unter George Szell auf. Von 1951 bis 1955 war er stellvertretender Konzertmeister des Cleveland Orchestra. 1955 gewann er als erster Amerikaner den Königin-Elisabeth-Wettbewerb, einen internationalen Wettbewerb in Belgien. Anschließend wurde er selbst Jurymitglied bei diesem Wettbewerb. Er gab Konzerte auf Tourneen unter anderem in Australien, Afrika, Europa, Südamerika, den Vereinigten Staaten, der Sowjetunion und in Ostasien. In den Vereinigten Staaten trat er mit dem New York Philharmonic Orchestra, dem American Symphony Orchestra, dem Chicago Symphony Orchestra, dem Los Angeles Philharmonic Orchestra, dem Pittsburgh Symphony Orchestra und anderen auf.
Von 1965 bis 1996 war Senofsky  Fakultätsmitglied am Peabody Conservatory in Baltimore und lehrte dort. Während dieser Zeit gab er Konzerte in der Library of Congress, die aufgenommen und anschließend veröffentlicht wurden. Er gründete die American Artists International Foundation, die junge Geiger auf Wettbewerbe vorbereitete. 1983 wurde er vom Shanghai Conservatory nach China eingeladen, um dort ein Musikprogramm zu unterrichten, durchzuführen und zu starten.
In einem Interview von 1979 gab Senofsky kund: „Musik ist für mich eine höhere Berufung als nur ein Beruf.“ 1999 wurde er in einer Dokumentation über berühmte Musiker präsentierte, deren spätere Karriere abseits des Rampenlichts verlief. Er war ein angesehener Lehrer und wurde von Newsweek als amerikanischer Held der Musik bezeichnet. Seine Schüler treten mit großen Sinfonieorchestern auf. Er spielte eine Balestrieri-Geige von 1771 und eine Landolfi-Geige von 1757. Als junger Mann war Senofsky sportlich und spielte Fußball. In späteren Jahren genoss er Zusammenkünfte mit Freunden und hatte Sinn für Humor.
Senofsky starb am 21. Juni 2002 im Alter von 76 Jahren an Komplikationen aufgrund einer Herz- und Lungenerkrankung in seinem Haus in Baltimore, Maryland.